# Rotonde San Lorenzo
La rotonde San Lorenzo  (Rotonda di san Lorenzo en italien) est une église de Mantoue, située sur la Piazza Erbe, qui fut construite au XIe siècle.

## Histoire
Bien que la date de 1081 ait été inscrite sur du plâtre, l'édifice a été construit de 1082 à 1083.
La tradition veut que la Rotonde ait été bâtie selon le désir de Matilde di Canossa (dont c'est le seul témoignage important qui subsiste à Mantoue), pour rappeler l’Anastasis (résurrection) de Jérusalem. La rotonde construite autour du Saint-Sépulcre, est donc parfaitement liée à la relique du Sang du Christ trouvée à Mantoue il y a plusieurs siècles et conservée dans la crypte de la basilique de Sant'Andrea.
En réalité, la structure « monoptéro-périptera » se situe à un niveau inférieur d’environ 150 cm à celui de la place adjacente. L’existence de deux colonnes et d’autres détails de construction en pierre, suggèrent que l’église a été construite en récupérant un ancien bâtiment romain datant du IVe siècle, probablement un temple ou une tombe.
Au fil des siècles, le bâtiment a subi des transformations radicales; l'un de ces projets de transformation de Leon Battista Alberti, ainsi qu'un autre de Giulio Romano, n'ont pas été effectués et l'église fut déconsacrée. Elle fut fermée au culte en 1579 sur ordre du duc Guglielmo Gonzaga car un marché bruyant qui se tenait sur la Piazza delle Erbe, tout à proximité, gênait la tenue des offices religieux.
La rotonde devint d'abord un entrepôt puis, une fois découverte, une cour circulaire à usage privé dans le quartier populeux du ghetto juif de Mantoue.
Les ruines de l'église réapparurent par hasard au début du XXe siècle lorsque des maisons proches du Palazzo della Ragione furent détruites pour ouvrir une route. En 1908 le bâtiment a été exproprié. Après sa restauration qui dura au total vingt-quatre ans, dont quatre juste pour dégager le bâtiment, il fut rouvert en 1911 et réutilisé pour le culte en 1926. L'église fut délestée des superstructures et des bâtiments qui bloquaient sa vue, la coupole fut reconstruite, ainsi qu'une grande partie des bâtiments.. La rotonde San Lorenzo n'est pas visible sur les anciennes photos de la place. Le plan de la rotonda di San Tomè à Almenno San Bartolomeo a été utilisé comme modèle pour la restauration de l'édifice dans ses probables formes originales.

## Architecture
L'église, exemple de l'art roman, s'articule autour d'un plan circulaire central complété par une abside en demi - cercle et se caractérise par un déambulatoire à colonnades surmonté d'une loggia qui conserve des fragments de fresques des XIe  au  XIIe siècle  constituant un rare exemple de peinture romane lombarde d'influence byzantine.
L'édifice est construit sur deux niveaux. Des colonnes massives aux chapiteaux carrés entourent la nef. Il ne reste plus rien du pavement originel, mais quelques restes de fresques subsistent par endroits attestant que l'église fut autrefois largement décorée.
- légende=Rotonde de San Lorenzo après sa découverte et avant sa restauration.

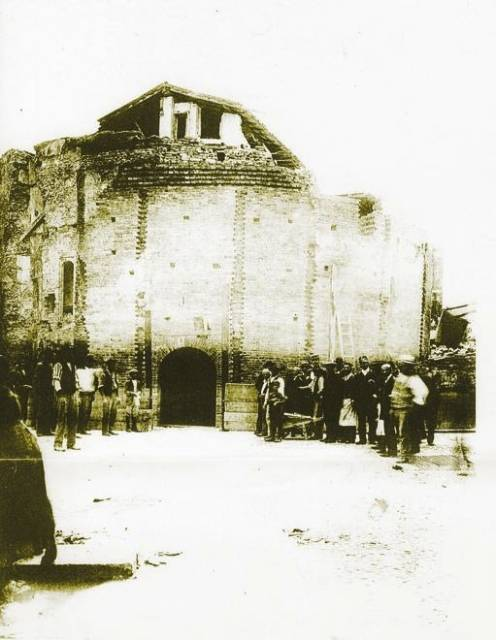
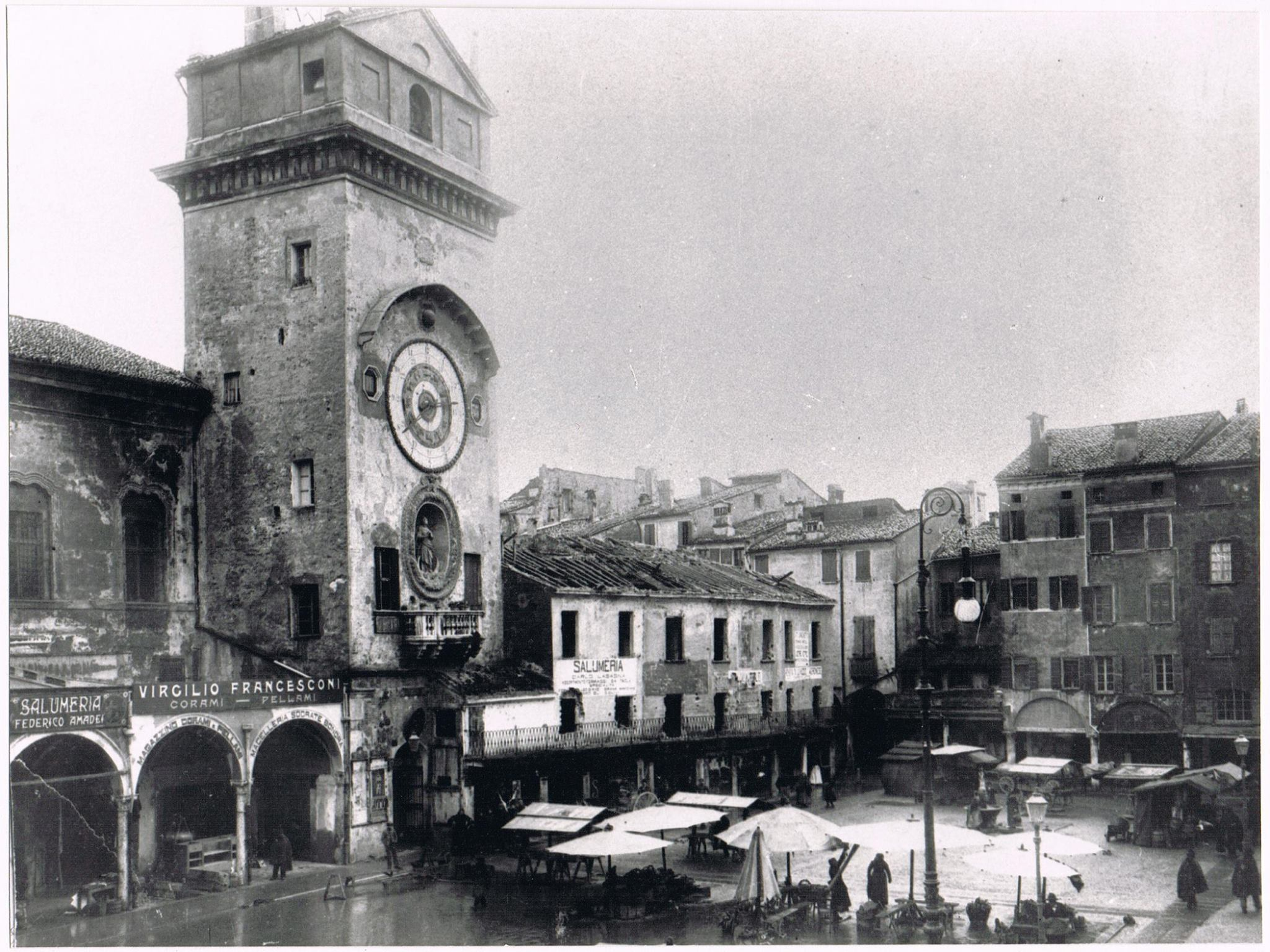
Piazza delle Erbe avant la destruction des maisons construites sur la Rotonde de San Lorenzo.
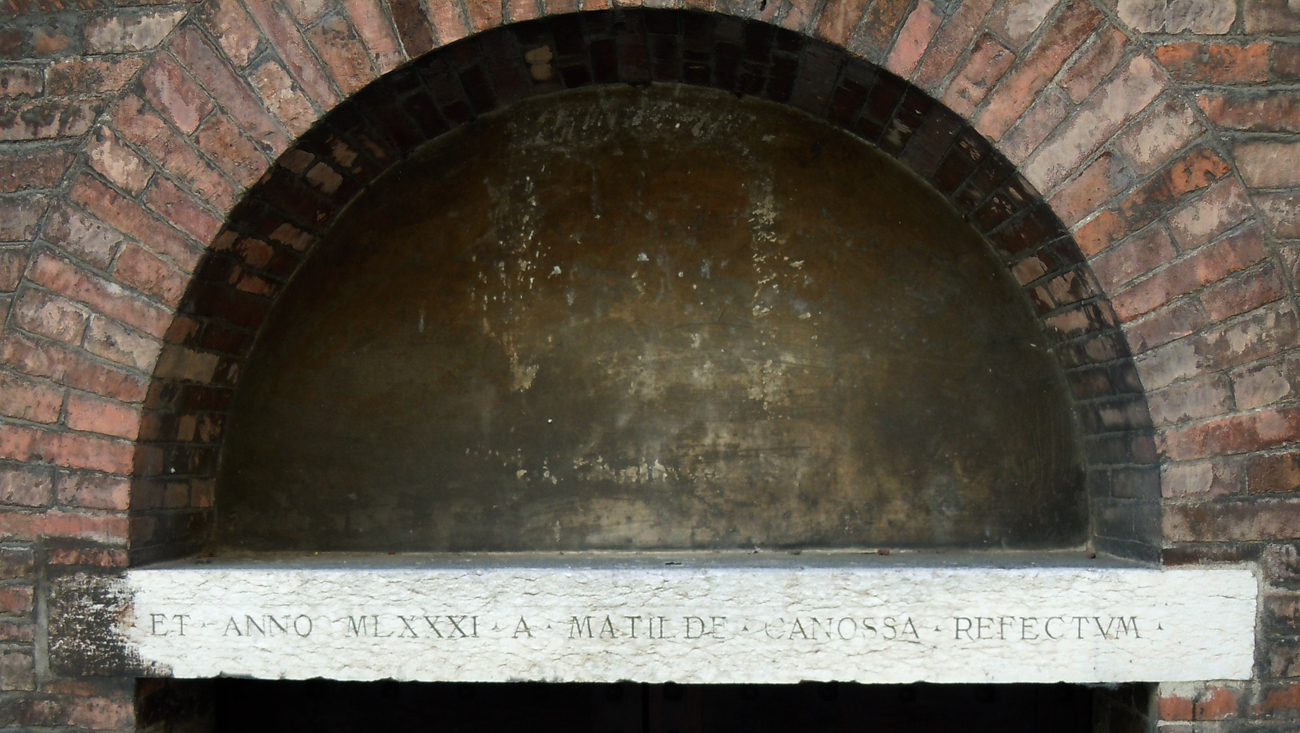
Inscription faisant référence à Mathilde di Canossa.
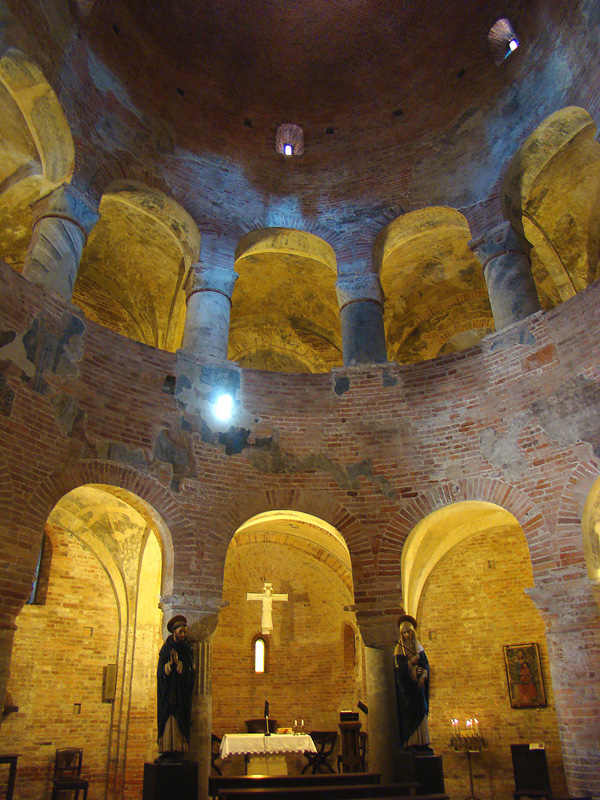
Intérieur.